# John Bagni
John Bagni (New York, 24 dicembre 1910 – Hollywood, 13 febbraio 1954) è stato un attore, scrittore radiofonico e televisivo statunitense.
Lavorò spesso con sua moglie Gwen Bagni. Le loro collaborazioni includono sceneggiature per la serie televisiva Douglas Fairbanks, Jr., Presents.

## Filmografia parziale
- Flash Gordon, regia di Frederick Stephani (1936) - serial cinematografico
- Blake of Scotland Yard, regia di Robert F. Hill (1937)
- Windjammer, regia di Ewing Scott (1937)
- Honeymoon in Bali, regia di Edward H. Griffith (1939)
- Calling All Marines, regia di John H. Auer (1939)
- Questa donna è mia (I Take This Woman), regia di W. S. Van Dyke (1940)
- Drums of Fu Manchu, regia di John English e William Witney (1940)
- King of the Royal Mounted, regia di John English e William Witney (1940)
- Mysterious Doctor Satan, regia di John English e William Witney (1940)
- Adventures of Captain Marvel, regia di John English e William Witney (1941) - serial cinematografico
- Mutiny in the Arctic, regia di John Rawlins (1941)
- Aloma dei mari del sud (Aloma of the South Seas), regia di Alfred Santell (1941)
- New York Town, regia di Charles Vidor (1941)
- Dick Tracy vs. Crime, Inc., regia di William Witney e John English (1941)
- Bombay Clipper, regia di John Rawlins (1942)
- Junior G-Men of the Air, regia di Lewis D. Collins e Ray Taylor (1942)
- Il peccatore di Tahiti (The Tuttles of Tahiti), regia di Charles Vidor (1942)
- Perils of Nyoka, regia di William Witney (1942) - serial cinematografico
- Mug Town, regia di Ray Taylor (1942)
- Adventures of the Flying Cadets, regia di Lewis D. Collins e Ray Taylor (1943)
- Fuoco a oriente (The North Star), regia di Lewis Milestone (1943)
- The Phantom, regia di B. Reeves Eason (1943) - serial cinematografico
- Captain America, regia di Elmer Clifton e John English (1944)
- Il giuramento dei forzati (Passage to Marseille), regia di Michael Curtiz (1944)
- Il cobra (Cobra Woman), regia di Robert Siodmak (1944)
- Meet the People, regia di Charles Reisner (1944)
- The Desert Hawk, regia di B. Reeves Eason (1944)
- My Buddy, regia di Steve Sekely (1944)
- Contrattacco (Counter Attack), regia di Zoltán Korda (1945)
- Una campana per Adano (A Bell for Adano), regia di Henry King (1945)
- The Phantom Thief, regia di D. Ross Lederman (1946)
- Heldorado, regia di William Witney (1946)
- The Pretender, regia di W. Lee Wilder (1947)
- La superba creola (The Foxes of Harrow), regia di John M. Stahl (1947)
- The Senator Was Indiscreet, regia di George S. Kaufman (1947)
- Devil's Cargo, regia di John F. Link Sr. (1948)
- Casbah, regia di John Berry (1948)
- Speed to Spare, regia di William Berke (1948)
- The Far Frontier, regia di William Witney (1948)
- Capitan Cina (Captain China), regia di Lewis R. Foster (1950)
- La legge del silenzio (Black Hand), regia di Richard Thorpe (1950)

## Scrittura selezionata
- Four Star Playhouse – serie TV, 13 episodi (1952-1954)